# Calgary Vipers
I Calgary Vipers sono una squadra professionistica di baseball con sede a Calgary, Alberta, in Canada.
I Vipers fanno parte della North Division della Golden Baseball League, la quale non è associata con la Major League Baseball.
Dalla stagione 2004 le partite casalinghe vengono giocate al Foothills Stadium di Calgary.